# 大眼深海鰩
大眼深海鰩（學名：Bathyraja notoroensis），為軟骨魚綱鰩目單鰭鰩科深海鰩屬的一種，分布於西北太平洋日本北海道東部鄂霍次克海海域，深度可達600公尺，體長可達58.2公分，棲息在深海沙泥底質海域，為底棲性魚類，卵生，屬肉食性，生活習性不明。